# Ученическая тетрадь

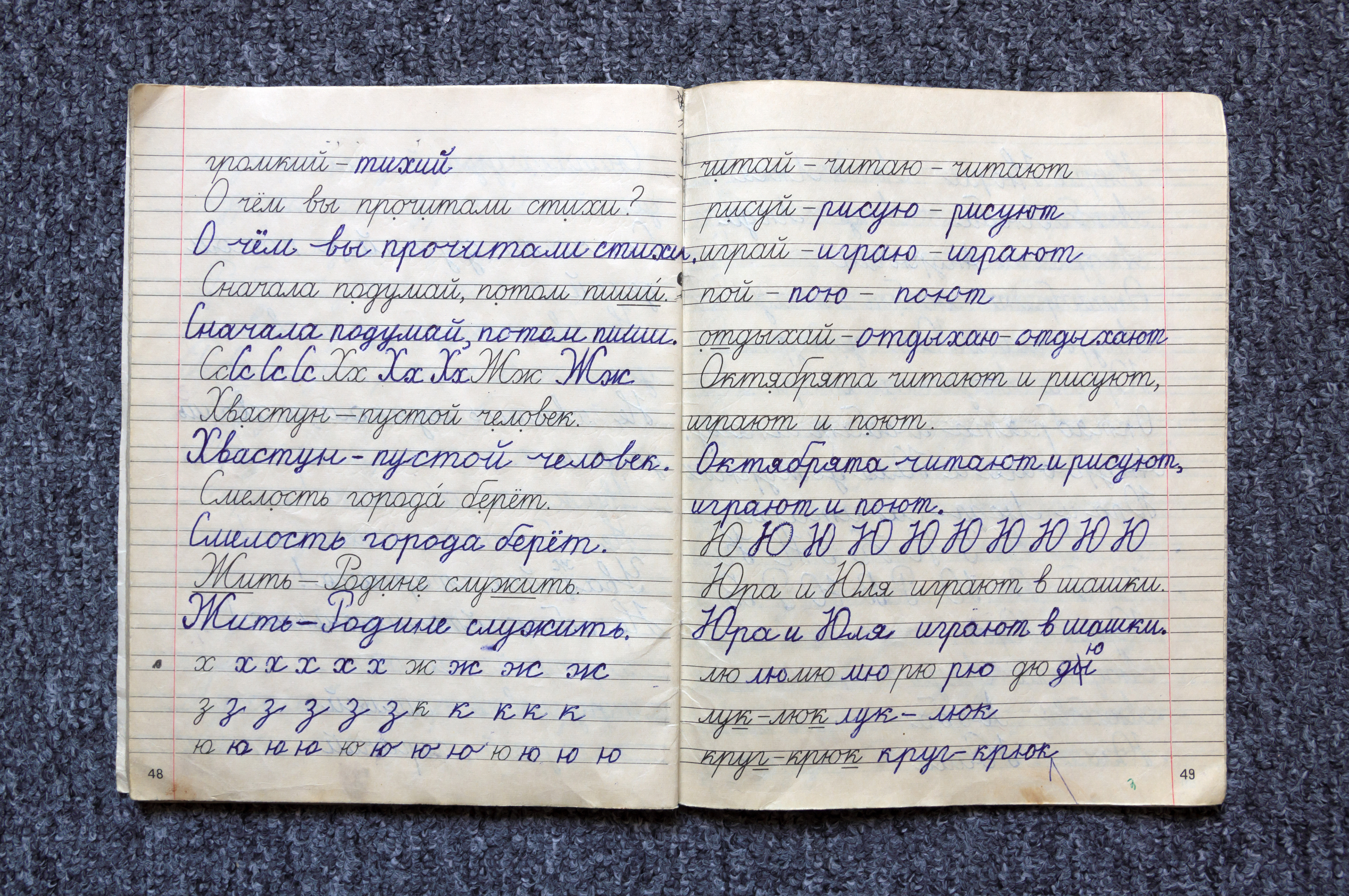
Тетрадь (прописи) по русскому языку

Ученическая тетрадь — тетрадь, предназначенная для письма школьниками в период обучения в общеобразовательных учебных учреждениях и учреждениях начального профессионального образования. Обучающийся обычно имеет одну тетрадь для каждого предмета. Требования к тетрадям в мире разнятся.

## История

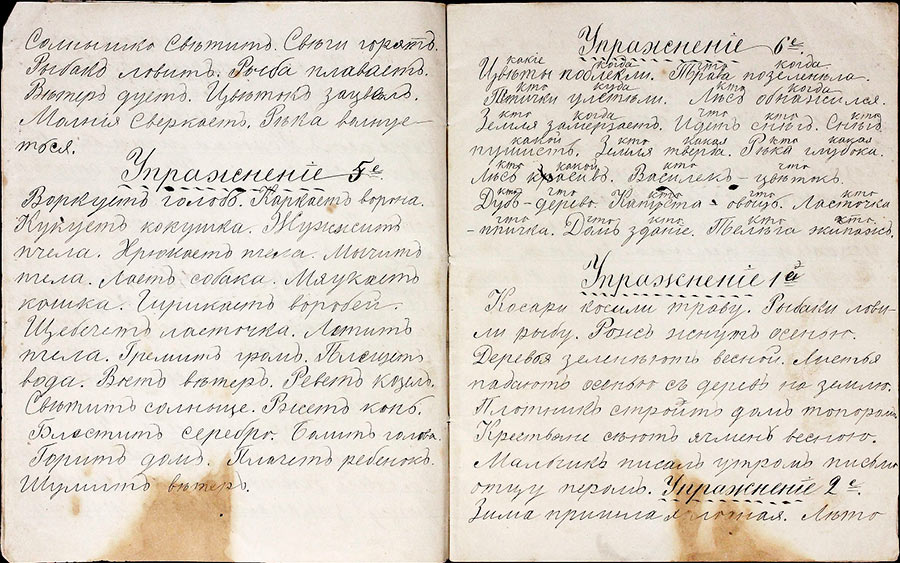
Нелинованная тетрадь, 1901 год

Первые тетради появились в Российской империи в 50—70 годах XIX века, но до середины XX века ученики школ обучались письму и счёту на аспидной доске, лишь позже переходя на тетради. Изначально тетради заказывались на типографиях писчебумажными лавками, и не имели линовки («линевки») внутри; позже количество вариантов линовок достигло 25. Формат — четверть типографского листа. Стоимость составляла 3—5 копеек в зависимости от качества бумаги. Стандартная зелёная обложка появилась до Октябрьской революции. Применялись термины «ученическая» и «общая», в зависимости от количества листов.
После революции качество бумаги снизилось, производство стало централизованным, тиражи достигали десятков миллионов. Выпускались тетради «Для записи карандашом». В 1936 году добавились красные поля и промокательная бумага. Линовка в клетку использовалась для арифметики, линия — для письма. К 1940-м появился первый ГОСТ по размеру и линовке. Для производства использовались немецкие линовальные машины «Will». Стоимость тетради в 12 листов составляла 10—12 копеек.

## Россия

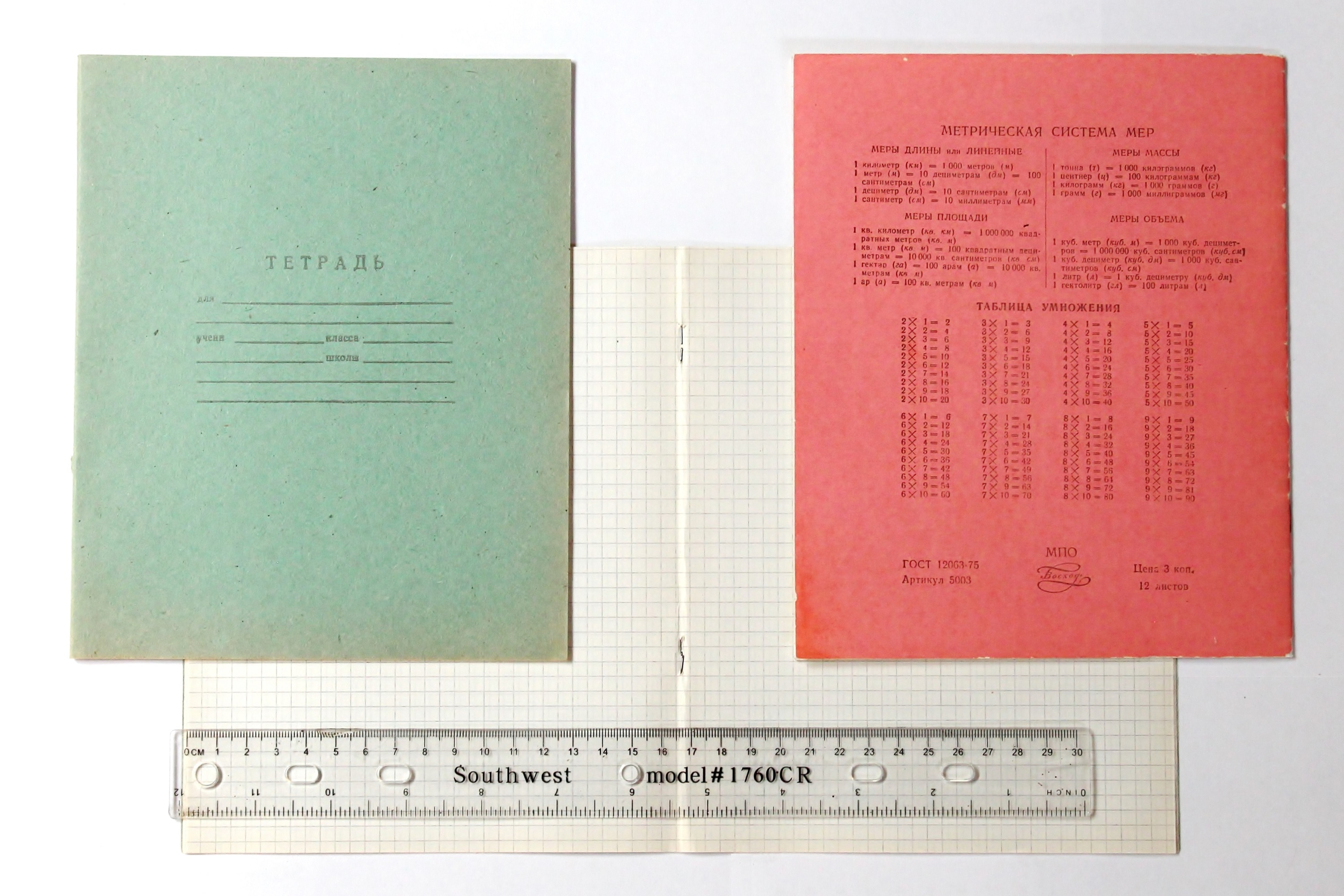
Советские школьные тетради 1980-х годов, на 12 и 18 листов

Производство ученических тетрадей в России регулируется национальным стандартом «ГОСТ Р 54543-2011. Тетради ученические. Общие технические условия».
Минимальное число листов в тетрадях — 12, максимальное — 96.
Плотность бумаги не менее 57 граммов на м2. Не допускается применение глянцевой (лощёной) и тонированной бумаги, хотя торцы общих тетрадей могут быть закрашенными.
Цвет линовки может быть серый, голубой, фиолетовый, зелёный. Первая страница обложки школьной тетради должна иметь место для идентификационных данных владельца тетради, как с пропечатанным шаблоном «тетрадь для, учени_, класса, школы» на семи линиях, так и без шаблона шесть линий. Не допускается располагать информацию рекламного характера, а также иллюстрации, не относящиеся к учебной или детской тематике.

### Школьная
Школьная тетрадь имеет 12, 18 или 24 листа и предназначается в период начального образования (1—4 классы).
Должна быть обязательно пролинована, но может иметь все четыре вида линовки — в клетку или линию, и для обучения письму в две линии или две линии с наклонными линиями. Наличие красных полей рекомендуется, но не обязательно для тетради в клетку.
Размер регламентирован: 166×205 мм.
Разрешено только проволочное скрепление листов между собой.

### Общая
Общая тетрадь имеет не менее 24, но не более 96 листов, ширина — не менее 144 мм, длина — не более 297 мм. Размер и число листов в установленных диапазонах не регламентированы.
Предназначена для письма школьниками в период основного образования (вторая ступень обучения: 5-9 классы); среднего образования (третья ступень обучения: 10-11 классы) и для начального профессионального образования.
Общая тетрадь может быть разлинована в одну горизонтальную линию с верхним и нижним полями и в клетку.
Разрешено любое скрепление листов между собой, в том числе «на кольцах».
Отличается от общих тетрадей бытового назначения, производство которого регламентируется ГОСТ 13309-90 и число листов в которых может достигать 120.

## В других странах

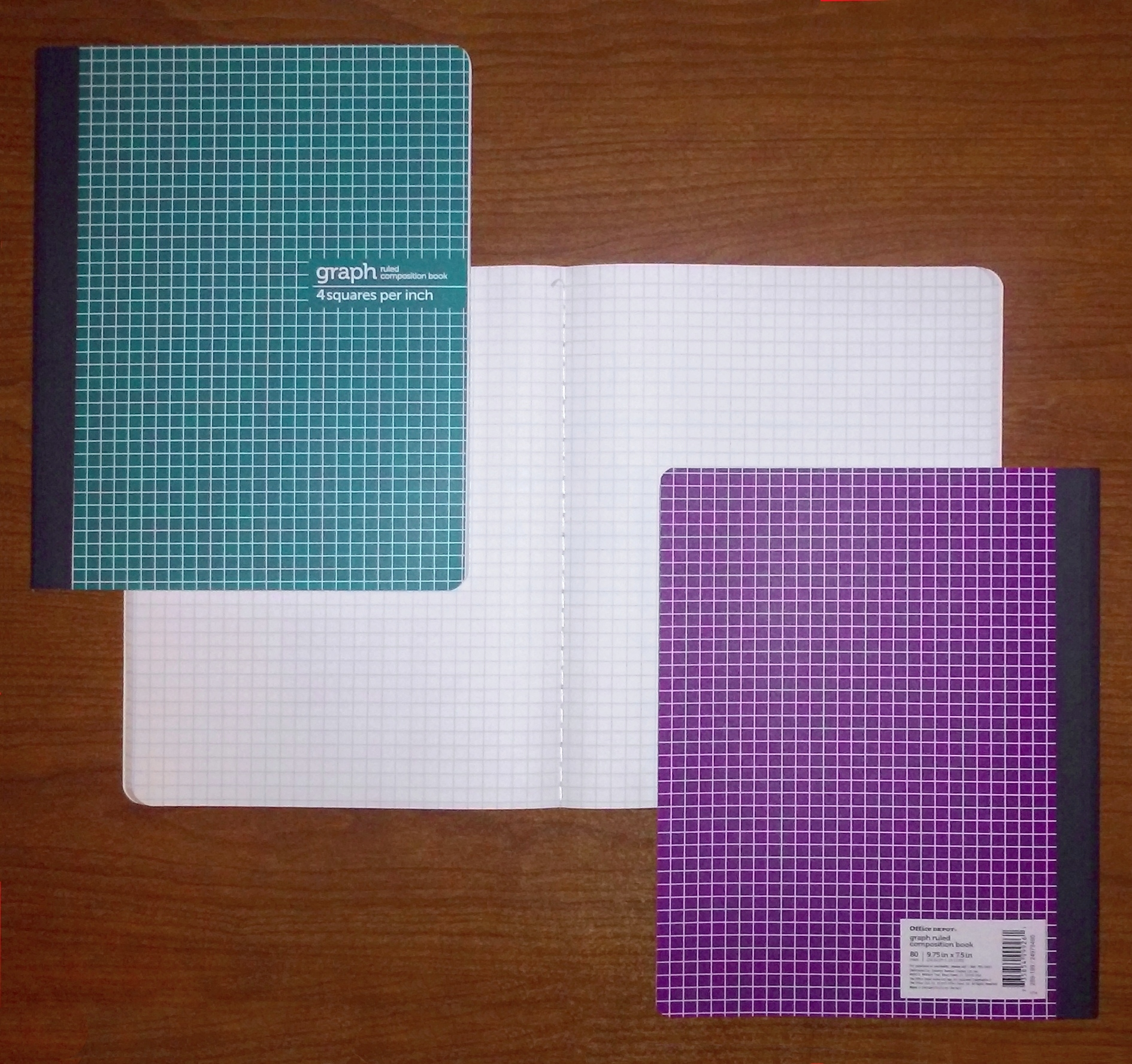
США: общая тетрадь, 4 клетки на дюйм, 80 листов

Ученическая тетрадь называется хата (англ. khata) в Индии, скриблер (англ. scribbler) в Канаде, копибук (англ. copy book) в Ирландии. В остальных англоязычных странах название для ученической тетради «exercise book».
В США за ученическими тетрадями закрепилось название «composition book» — тетрадь для творчества. В литературе можно встретить употребление «version book». Традиционный размер 93⁄4 дюймов (247,6500000 мм) x 71⁄2 дюймов (190,5000000 мм) или 81⁄2 дюймов (215,9000000 мм) x 67⁄8 дюймов (174,62500000 мм) с 20, 40, 80 или 100 прошитыми листами в линию или клетку. Обратная сторона обложки обычно используется для размещения расписания. Для сдачи экзаменов в колледже иногда используются так называемые голубые книжки — тонкие и небольшого формата, близкие русским школьным тетрадям.
В Австралии используются блокноты форматом 7 дюймов (177,8000000 мм) × 9 дюймов (228,6000000 мм) (почти B5) и A4.
В Чехии и Словакии существует три размера тетрадей: A4, A5 и A6 с 10, 20, 40, 60 или 80 страницами. Используется семь видов линовки — без линовки, линия шириной 20, 16, 12 или 8 мм, и в клетку размером 5×5 или 10×10 мм.
В Ирландии копибуки имеют 32, 40, 88 или 120 страниц в линию или клетку.
В Новой Зеландии школьная канцелярия строго регламентирована стандартом NZS 8132:1984. Тетрадь может иметь мягкую, твёрдую обложки или быть на кольцах. Используется восемь вариантов линовки: без линовки, линии 7, 9, или 12 мм, линовка 7 мм только каждой второй страницы, в клетку размером 5×5, 7×7 или 10×10 мм. Используется размеры 230x180, 255×205 мм и A4.
В Великобритании разрешены два размера — A5 и A4.

## Интересные факты
• Тетрадь белобумажная из 48 листов весит около 100 граммов, а серобумажная около 90 грамм.
• По ГОСТу самая толстая тетрадь имеет 120 листов, или 240 страниц.

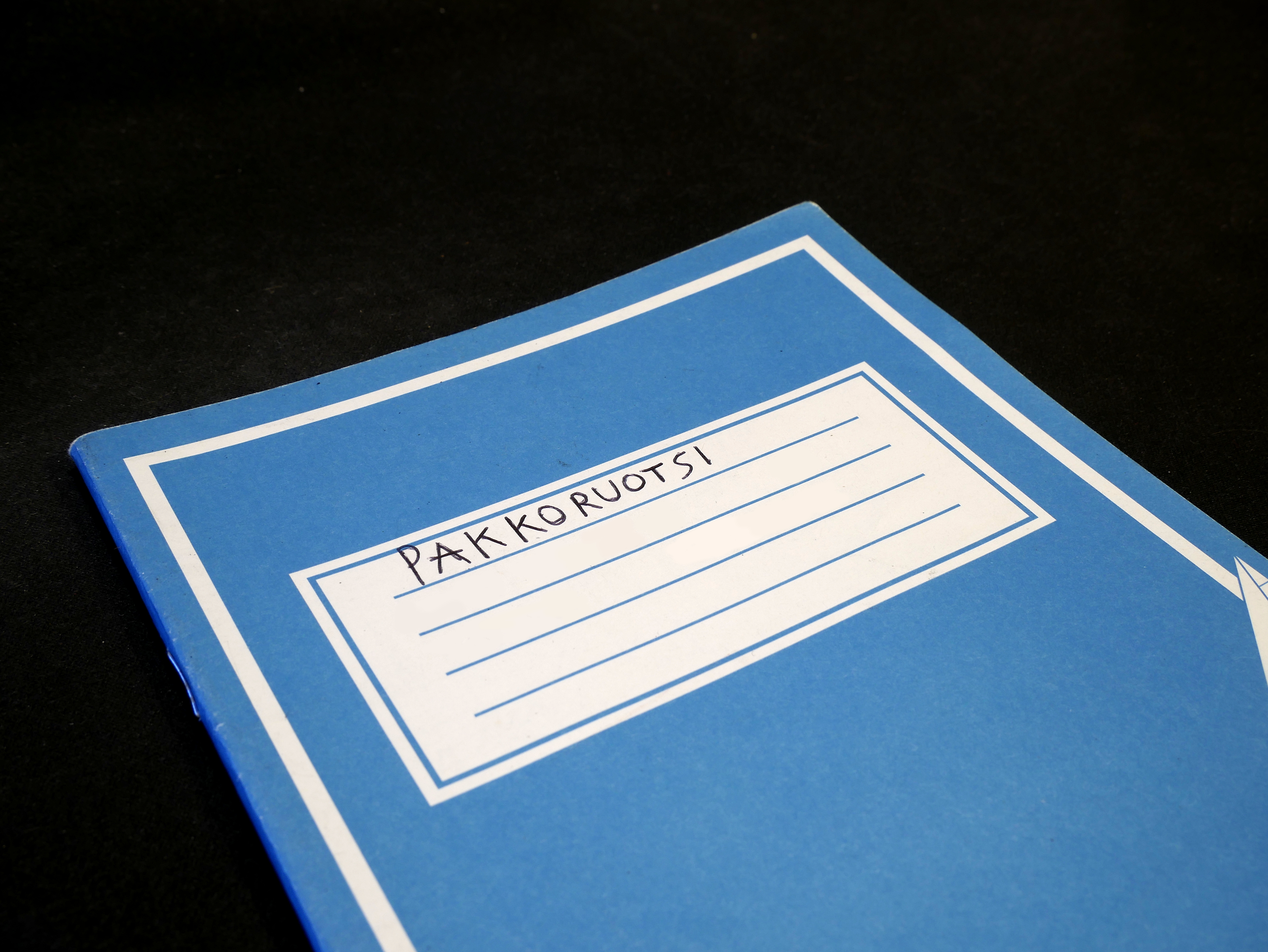
Финская школьная тетрадь по Pakkoruotsi

## Галерея

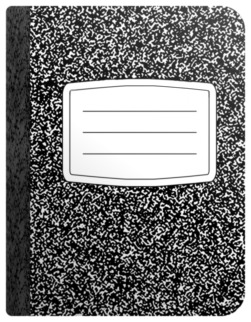
Тетрадь для сочинений, США
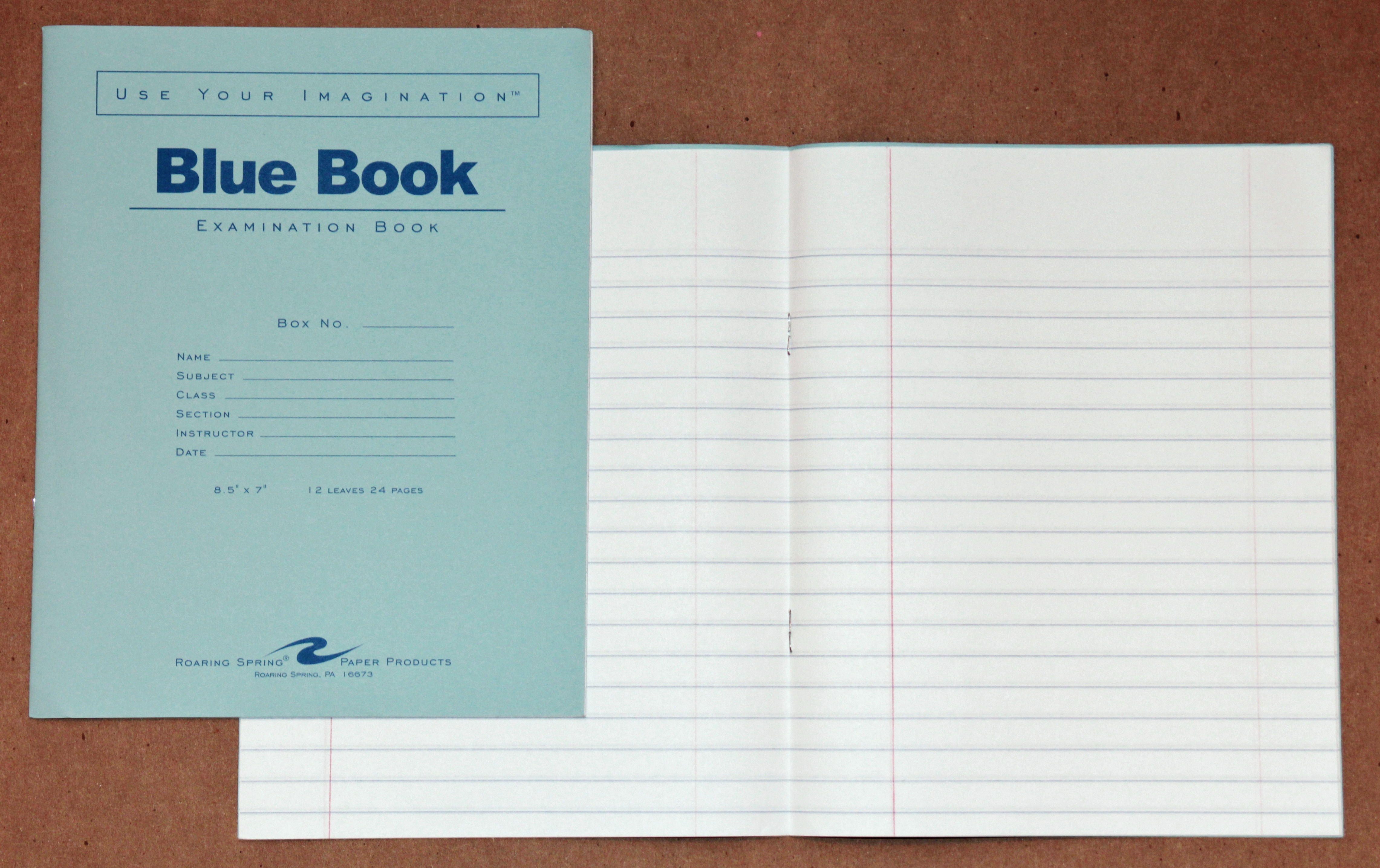
Тетрадь для проверочных работ, США